# Zorro II de Amiga
Zorro II es el nombre de un bus de expansión de propósito general usado por los ordenadores Amiga 2000. Es básicamente una extensión del bus del Motorola 68000 con un búfer, con soporte de bus mastering DMA. Las ranuras de expansión usan un conector de 100 pines el formato de las tarjetas es el mismo que las del IBM PC. Las tarjetas Zorro II implementan el protocolo Autoconfig para la asignación automática del espacio de direcciones.
Zorro II fue sucedido por Zorro III.

## Mapa de memoria del Amiga
| Dirección | Capacidad [MByte] | Descripción                             |
| --------- | ----------------- | --------------------------------------- |
| 0x00 0000 | 2.0               | Chip de memoria                         |
| 0x20 0000 | 8.0               | Expansión de memoria Zorro II           |
| 0xA0 0000 | 1.5               | Expansión de espacio Zorro II 8/10      |
| 0xB8 0000 | 3.0               | Espacio de registro de placa base A2000 |
| 0xE8 0000 | 0.5               | Zorro II I/O                            |
| 0xF0 0000 | 1.0               | Placa base ROM                          |

- Datos: Q226813